# Episodi de L'ispettore Derrick (ventunesima stagione)
La ventunesima stagione della serie televisiva L'ispettore Derrick, composta da 12 episodi, è stata trasmessa in Germania nel 1994 sul canale ZDF.
| nº Prima TV Germania | nº Produzione | nº Stagione x nº Episodio | Titolo originale                         | Titolo italiano                     | Prima TV Germania | Prima TV Italia  | Anno Produzione |
| -------------------- | ------------- | ------------------------- | ---------------------------------------- | ----------------------------------- | ----------------- | ---------------- | --------------- |
| 231                  | 231           | 21x01                     | Das Thema                                | Dietro l'immagine                   | 7 gennaio 1994    | 13 marzo 1995    | 1993            |
| 232                  | 232           | 21x02                     | Nachts als sie nach Hause lief           | Di notte, mentre correva a casa     | 4 febbraio 1994   | 13 novembre 1995 | 1993            |
| 233                  | 233           | 21x03                     | Das Plädoyer                             | La requisitoria                     | 4 marzo 1994      | 24 aprile 1995   | 1993            |
| 234                  | 234           | 21x04                     | Ein sehr ehrenwerter Herr                | Un signore molto rispettabile       | 22 aprile 1994    | 23 ottobre 1995  | 1993            |
| 235                  | 235           | 21x05                     | Eine Endstation                          | Il capolinea                        | 27 maggio 1994    | 6 novembre 1995  | 1993            |
| 236                  | 236           | 21x06                     | Darf ich Ihnen meinen Mörder vorstellen? | Posso presentarle il mio assassino? | 24 giugno 1994    | 30 ottobre 1995  | 1993            |
| 237                  | 237           | 21x07                     | Gib dem Mörder nicht die Hand            | Non dare la mano all'assassino      | 8 luglio 1994     | 20 novembre 1995 | 1994            |
| 238                  | 238           | 21x08                     | Gesicht hinter der Scheibe               | Un volto dietro la vetrina          | 5 agosto 1994     | 18 marzo 1996    | 1994            |
| 239                  | 239           | 21x09                     | Der Schlüssel                            | La chiave                           | 9 settembre 1994  | 4 dicembre 1995  | 1994            |
| 240                  | 240           | 21x10                     | Das Floss                                | La zattera                          | 7 ottobre 1994    | 27 novembre 1995 | 1994            |
| 241                  | 241           | 21x11                     | Nachtgebete                              | La preghiera della sera             | 4 novembre 1994   | 25 marzo 1996    | 1994            |
| 242                  | 242           | 21x12                     | Abendessen mit Bruno                     | A cena con Bruno                    | 9 dicembre 1994   | 1 aprile 1996    | 1994            |

## Dietro l'immagine
- Titolo originale: Das Thema
- Diretto da: Alfred Weidenmann
- Scritto da: Herbert Reinecker
- Interpreti:[1] Horst Tappert - Stephan Derrick, Fritz Wepper - Harry Klein, Willy Schäfer - Willy Berger, Jochen Horst - Werner Godel, Irnee Clarin - Monika Godel, Richy Müller - Ralf Kranz, Eva Maria Bauer - signora Waldhaus, Werner Schnitzer - signor Kindermann, Arnd Klawitter - figlio di Kindermann, Paul Weissmann - criminale in auto, Heinrich Waldmann - docente universitario, Gisela Tschirnhaus - figlia di Kindermann, Katja Boeszoermeny - signora Kessler

### Trama
Werner Godel, uno studente universitario in letteratura tedesca, collabora con un'associazione criminale specializzata nei furti di auto. Ha il compito, in piena notte, di portare le auto rubate che saranno poi rivendute. Un giorno si sente telefonicamente con la sorella Monika, che studia Belle Arti ad Augsburg. La sorella gli comunica che vuole venire a Monaco perché deve portare un tema per l'esame di Fotografia ed ha scelto proprio Werner come soggetto. Arrivata a Monaco, Monika vede, attraverso l'obiettivo fotografico, il fratello triste. In seguito Werner si reca in segreteria dell'università per chiedere l'indirizzo di un altro studente, Kindermann. I giornali danno notizia che il padre di Kindermann è stato ucciso con un colpo di pistola e la sua auto è stata rubata.

## Di notte, mentre correva a casa
- Titolo originale: Nachts, als sie nach Hause lief
- Diretto da: Helmuth Ashley
- Scritto da: Herbert Reinecker
- Interpreti:[2] Horst Tappert - Stephan Derrick, Fritz Wepper - Harry Klein, Willy Schäfer - Willy Berger, Karlheinz Hackle - Jakob Meissner, Krista Posch - Doris Meissner, Christine Buchenegger - Helene Meissner, Hans Georg Panczak - Gerhard Meissner, Kornelia Boje - Maria Saska, Hans Peter Hallwachs - Dengler, Paul Neuhaus - Hafner

### Trama
Jakob Meissner, un noto libraio, ama profondamente la moglie Doris sebbene sia a conoscenza che la donna frequenta i night-club e conosca altri uomini. Helene Meissner dice al fratello Jakob di divorziare dalla moglie perché è deriso da tutti. Una sera Doris viene uccisa con alcuni colpi di pistola mentre tornava a casa.

## La requisitoria
- Titolo originale: Das Plädoyer
- Diretto da: Theodor Grädler
- Scritto da: Herbert Reinecker
- Interpreti:[3] Horst Tappert - Stephan Derrick, Fritz Wepper - Harry Klein, Klaus Herm - Rudolf Lakonda, Lambert Hamel - Erich Kolbe, Sona MacDonald - Ingeborg Kolbe, Philipp Moog - Wenk, Christine Merthan - signora Doppler, Günter Gräwert - Eichholz

### Trama
Rudolf Lakonda è stato rilasciato dal carcere dopo quindici anni. Era stato condannato per aver accoltellato a morte la moglie che lo tradiva. Si reca a casa di Erich Kolbe, il procuratore che all'epoca lo aveva processato, a contestargli la requisitoria durissima che gli aveva fatto. Lo aveva definito un uomo gelido, spietato e feroce. Lakonda minaccia Kolbe, dicendogli che presto proverà il dolore. Poco tempo dopo la moglie Ingeborg, uscendo dalla scuola di pittura che frequentava, viene brutalmente aggredita da tre uomini, messi in fuga dal coraggio di un trentenne.

## Un signore molto rispettabile
- Titolo originale: Ein sehr ehrenwerter Herr
- Diretto da: Zbyněk Brynych
- Scritto da: Herbert Reinecker
- Interpreti:[4] Horst Tappert - Stephan Derrick, Fritz Wepper - Harry Klein, Willy Schäfer - Willy Berger, Walter Schmidinger - Fasold, Monika Baumgartner - Rosy Steinwald, Edwin Noël - Erich Buschler, Juliane Rautenberg - Marta Kilich, Gertraud Jesserer - Hannah Fasold, René Heinersdorff - Ronald Fasold, Hanno Pöschl - Albert Kallus, Dirk Galuba - Alfons Schwarzer, Jenny Lettermann - signora Hinkel, Werner Schulenberg - Alex Kellner, Günter Clemens, Sepp Wäsche

### Trama
Il morto è uno sfruttatore, Albert Kallus, ucciso al volante della sua auto. Derrick inizia le indagini e scopre che quella stessa sera, nella bettola frequentata dal morto, avevano cercato riparo due delle sue "protette", Rosy e Marta, che erano state malmenate, forse da potenziali clienti. Il Dottor Fasold, che lavora per i servizi sociali, si era occupato di Marta, offrendole ospitalità a casa sua.

## Il capolinea
- Titolo originale: Eine Endstation
- Diretto da: Alfred Weidenmann
- Scritto da: Herbert Reinecker
- Interpreti:[5] Horst Tappert - Stephan Derrick, Fritz Wepper - Harry Klein, Willy Schäfer - Willy Berger, Will Qaudflieg - Robert Schreiber, Gerd Baltus - Konrad Schreiber, Hannelore Hoger - Berta Sänger, Sissy Höfferer - Anna Schrieber Kolpe, Christiane Krüger - Vera Schreiber, Manfred Steffen - Arno Schuster, Reinhard Glemnitz - Erich Kolpe, Eva Maria Bauer - signora Leonhard, Eva Röder, Herbert Trattnigg

### Trama
Robert Schreiber, un ricco industriale, riesce a riprendersi da un brutto incidente e dopo sei mesi viene dimesso dall'ospedale. Vengono a prenderlo la figlia Anna e il genero Erich Kolpe e lo portano in un istituto per anziani dicendogli che questa è la sua nuova casa. Robert si rifiuta e vuole essere accompagnato nella sua vera casa. Viene allora portato nella casa del figlio Konrad, il quale gli spiega che la situazione è cambiata. Konrad possiede la sua casa ed è titolare dell'azienda, mentre Anna ha ereditato i conti bancari. Quindi ora Robert non ha più proprietà e deve rassegnarsi. Prende un taxi e si reca alla casa di riposo. Per lui i suoi figli sono come morti.

## Posso presentarle il mio assassino?
- Titolo originale: Darf ich Ihnen meinen Mörder vorstellen?
- Diretto da: Theodor Grädler
- Scritto da: Herbert Reinecker
- Interpreti:[6] Horst Tappert - Stephan Derrick, Fritz Wepper - Harry Klein, Willy Schäfer - Willy Berger, Stephan Orlac - Sauters, Peter Kremer - Ulrich Kemp, Eleonore Weisgerber - Sauters, Joachim Bißmeier - Mirbach, Philipp Brammer - Harald Sauters, Reinhard Glemnitz - Hoss, Karlheinz Vietsch - Göbel, Werner Asam - Schönlechner, Benedikt Koehlen - pianista

### Trama
Durante una serata passata ad assistere a un'esecuzione al pianoforte presso amici, Derrick conosce un uomo d'affari di nome Sauters. Questi fa una proposta alquanto strana a Derrick perché gli propone infatti di venire a casa sua per presentargli l'uomo che è certo sarà il suo assassino. Un paio di sere dopo Derrick si reca da Sauters. Sauters gli fa conoscere la moglie, il figlio e il socio d'affari Ulrich Kemp. Poi Sauters spiega a Derrick che il suo prossimo assassino è Ulrich. Gli racconta che aveva conosciuto casualmente Kemp tre anni prima alla metropolitana nel momento in cui stava per gettarsi sotto il treno. Sauters lo aveva salvato e poi, vedendo le precarie condizioni economiche di Kemp, lo aveva assunto nella sua azienda. Inoltre Sauters aveva insegnato a Kemp di essere senza scrupoli nei rapporti umani. Successivamente Kemp era diventato socio di Sauters. Qualche giorno dopo del colloquio, Derrick viene a sapere che Sauters è stato ucciso nel suo capanno di caccia.

## Non dare la mano all'assassino
- Titolo originale: Gib dem Mörder nicht die Hand
- Diretto da: Theodor Grädler
- Scritto da: Herbert Reinecker
- Interpreti:[7] Horst Tappert - Stephan Derrick, Fritz Wepper - Harry Klein, Wolf Roth - Gerhard Schumann, Hans Peter Hallwachs - Oskar Demmler, Monika Baumgartner - Hilde Dumaske, Till Topf - Max, Klaus Behrendt - Walter Schumann, Liane Hielscher - Marhilde, Stefan Wigger - Rudolf Kaspers, Christine Merthan - Erna Kaspers, Irene Clarin - Gitta Kaspers, Karl Heinz Vosgerau - Albert Weiss, Erland Erlandsen, Michael Gahr, Peter Hart

### Trama
Oskar Demmler, un giornalista alcolizzato e disoccupato, muore in un incidente stradale. L'investitore fugge. La perizia legale riscontra tracce di narcotico e una puntura sul palmo della vittima. Derrick comincia le indagini interrogando dapprima la sua vicina di casa, poi il redattore Albert Weis. Weis testimonia che Demmler gli aveva telefonato alla sera dell'incidente per dirgli che aveva una notizia interessante riguardo ad un suo ex compagno di scuola, Gerhard Schumann, che stava andando a trovare. Schumann, un uomo d'affari che lavora in Estremo Oriente, è arrivato a Monaco, si è alloggiato in un albergo ed è andato a festeggiare il suo ritorno con la famiglia. Demmler aveva saputo che Schumann è legato alle Triadi cinesi.

## Un volto dietro la vetrina
- Titolo originale: Gesicht hinter der Scheibe
- Diretto da: Dietrich Haugk
- Scritto da: Herbert Reinecker
- Interpreti:[8] Horst Tappert - Stephan Derrick, Fritz Wepper - Harry Klein, Willy Schäfer - Willy Berger, Klausjürgen Wussow - Hugo Zeller, Evelyn Opela - Hanna Zeller, Muriel Baumeister - Monika Zeller, Philipp Moog - Adrian Scholl, Jacques Breuer - Arno Beckmann, Winfried Glatzeder - Kubanke

### Trama
Una telefonata anonima avverte il pronto intervento della polizia di contattare Hugo Zeller, un industriale dell'abbigliamento, e di chiedergli se sa dove si trova sua figlia Monika e se non lo sa che la cerchi nella sua fabbrica. Quindi il poliziotto contatta Zeller riferendogli che qualcuno ha detto di cercare sua figlia nella fabbrica di famiglia. Zeller, accompagnato da Arno Beckmann, il fidanzato di Monika, si reca in fabbrica e la trova morta in ufficio, uccisa con un colpo di pistola. Monika era una giovane e bella ragazza che stava girando un cortometraggio con Adrian Scholl, un amico conosciuto di recente in una libreria. I genitori di Monika erano separati da alcuni anni. La madre è una nota attrice teatrale.

## La chiave
- Titolo originale: Der Schlüssel
- Diretto da: Zbyněk Brynych
- Scritto da: Herbert Reinecker
- Interpreti:[9] Horst Tappert - Stephan Derrick, Fritz Wepper - Harry Klein, Willy Schäfer - Willy Berger, Sunnyi Melles - Susanne Howald, Sky Dumont - Kostantin Howald, Eva Kotthaus - Hanna Labö, Pierre Franckh - Kromann, Gundis Zambo - Marianne Kork, Dieter Eppler - capo della polizia, Frank Duval - Cesar Vogt, Gaby Herbst, Holger Petzold

### Trama
Derrick riceve una telefonata anonima di una donna. Gli dice che Kostantin Howald, un industriale, è in pericolo di vita e sta rischiando di essere ucciso. Derrick contatta lo stesso Howald, il quale prende alla leggera l'avvertimento di Derrick. Howald viene poi ucciso con un colpo di fucile mentre rientra a casa. Susanne, la moglie di Howald, è uscita di casa dopo aver sentito lo sparo e ha sollevato il marito prima che spirasse tra le sue braccia. Derrick pensa che l'omicidio di Howald sia comune ad altri casi avvenuti nel giro di poche settimane, concludendo che a Monaco ci sia una specie di Ufficio Omicidi, dove rivolgersi per reclutare un killer, gli si dice chi deve uccidere e si paga in contanti; infine il sicario fa quello che deve fare.

## La zattera
- Titolo originale: Das Floß
- Diretto da: Helmuth Ashley
- Scritto da: Herbert Reinecker
- Interpreti:[10] Horst Tappert - Stephan Derrick, Fritz Wepper - Harry Klein, Willy Schäfer - Willy Berger, Sona MacDonald - Elvira Nolte, Will Danin - Hans Nolte, Edwin Noël - Borchert, Christina Plate - Anna Bender, Manfred Zapatka - Armin Wexler, Irene Clarin - Bettina Wexler, Cordula Trantow - Wilma Bender, Hermann Lause - Bender, Oliver Hasenfratz - Uli, Sabine Klein - segretaria

### Trama
Tornata a casa verso mezzogiorno dalla madre molto malata, Elvira trova il marito Hans Nolte, un ricco industriale, stesso per terra nel soggiorno, ucciso con un colpo di pistola. Quando arriva Derrick, Elvira non sembra affatto addolorata per la perdita del marito e ammette che il rapporto tra i due era freddo. La sera precedente, Nolte aveva organizzato un festino "per uomini" assieme al socio Wexler in cui era invitata Anna Bender, bella figlia adolescente di un operaio che, per evitare il suo licenziamento, costringe la figlia a concedersi sessualmente al proprio datore di lavoro.

## La preghiera della sera
- Titolo originale: Nachtgebete
- Diretto da: Theodor Grädler
- Scritto da: Herbert Reinecker
- Interpreti:[11] Horst Tappert - Stephan Derrick, Fritz Wepper - Harry Klein, Willy Schäfer - Willy Berger, Gerd Anthoff - professor Roth, Doris Schade - signora Roth, Hanno Pöschl - Sacko, Robert Jarczyk - Kottbus, Sissy Höfferer - Anita Kersky, Monika Baumgartner - Ulrike Berger, Jaschka Lämmert - Marianne Berger, Christiane Roßbach

### Trama
Ulrike Berger, prostituta d'alto bordo, viene uccisa nel suo appartamento. Qualche tempo dopo il professor Roth, egittologo presso il museo di Monaco, riceve la comunicazione dall'ufficio minori che gli viene affidata Marianne Berger, figlia adolescente di Ulrike. Roth, diventato padre, non comprende come mai gli viene affidata la ragazza, dato che è celibe e vive ancora con la madre anziana. A colloquio con Derrick, Roth si confida che aveva conosciuto la donna in vacanza. Indagando sul fatto criminoso, Derrick e Klein devono salvare Marianne, Roth e la madre di Roth, braccati dagli assassini di Ulrike.

## A cena con Bruno
- Titolo originale: Abendessen mit Bruno
- Diretto da: Alfred Weidenmann
- Scritto da: Herbert Reinecker
- Interpreti:[12] Horst Tappert - Stephan Derrick, Fritz Wepper - Harry Klein, Sebastian Koch - Martin Sasse, Philipp Moog - Bruno Sasse, Sona MacDonald - Ingrid Sasse, Marion Kracht - Sophie Lauer, Thomas Schücke - Jürgen Simon, Wolf Roth - signor Mandy, Ernst Jacobi - padre di Martin e Bruno, Elert Bode - Professore, Marcus Grüsser

### Trama
L'istituto psichiatrico dove risiede Bruno Sasse, un giovane autistico, chiude perché il direttore della struttura ha in mente di scrivere un libro su come funziona il cervello. Ora deve prendersene cura il padre, il fratello Martin e la cognata Ingrid. Una sera Bruno assiste in casa all'omicidio di Jürgen Simon un collaboratore della finanziaria di proprietà di Martin. Simon era riuscito a fotocopiare alcuni documenti compromettenti sull'attività illecita di Martin e del socio Mandy. Quattro testimoni, il padre, il fratello, la cognata e Mandy, addossano a Bruno la Responsabilità dell'omicidio di Simon. Derrick non è convinto e si fa aiutare da una psicologa.